# アラン・ホールズワース
アラン・ホールズワース（Allan Holdsworth、1946年8月6日 - 2017年4月15日）は、イギリス出身のジャズギタリスト。主にジャズ・ロック、ジャズ・フュージョン界で活躍。卓越した技巧を持ち、個性的な演奏を聴かせた。

## 略歴
イギリス・ウェスト・ヨークシャー出身。父は音楽家。最初の楽器はサックスとクラリネット、17歳からギターを弾く。1969年に、イギンボトムのギタリストとしてデビュー（リード・ボーカルも担当している）。その後、イアン・カーズ・ニュークリアス、テンペスト、ソフト・マシーン、ニュー・トニー・ウィリアムス・ライフタイム、ゴングなどといったプログレッシブ・ロック、ジャズ・ロックのバンドを渡り歩いて名声を高めた。
1978年には、プログレ界の大物が集ったU.K.に参加した。しかし、音楽的方向性の違いから、こちらもアルバム1枚で、ビル・ブルーフォードと一緒に脱退する。その後は、ビル・ブルーフォードとブルーフォードを結成したが、これもアルバム1枚で脱退する。
1980年代にはレコード会社と契約できない時期が続いたが、自主制作にてアルバム『I.O.U.』を発表。その後、ホールズワースに私淑するエディ・ヴァン・ヘイレンの助けを得て、大手ワーナー・ブラザース・レコードからアルバム『ロード・ゲームス』（1983年）を発表するが、メジャー・レーベルでは自由な活動ができないと感じ、以後はより小規模なレーベルからアルバムを発表するようになった。音楽的にはフュージョンに分類されるが、数多いギタリストの中でも屈指の高度な技巧を存分に発揮し、今日までジャンルにかかわらず、ミュージシャンズ・ミュージシャンとしてその名を広く知らしめるようになった。2003年には、ソフト・ワークス（ソフト・マシーンの元メンバーによるバンド）に参加するが、例によってアルバム1枚で脱退。
2008年から2010年にかけてはソロでの活動だけでなく、テリー・ボジオ、トニー・レヴィン、パット・マステロットとの連名バンド（HoBoLeMaとも称される）でもツアーを行っている（演奏曲はすべて即興）。
2009年、次回作がスティーヴ・ヴァイのレーベル、フェイヴァード・ネイションズからリリースされることが予告されるものの、結局未発表のまま2017年に死去することとなってしまった。
2011年2月、「彼は21世紀初めてとなるレコーディングを現在楽しんでいるよ」とギタリスト、ジミ・タンネルがFacebookのコメントで語った。
2017年4月に死去。70歳没。

## 演奏スタイル

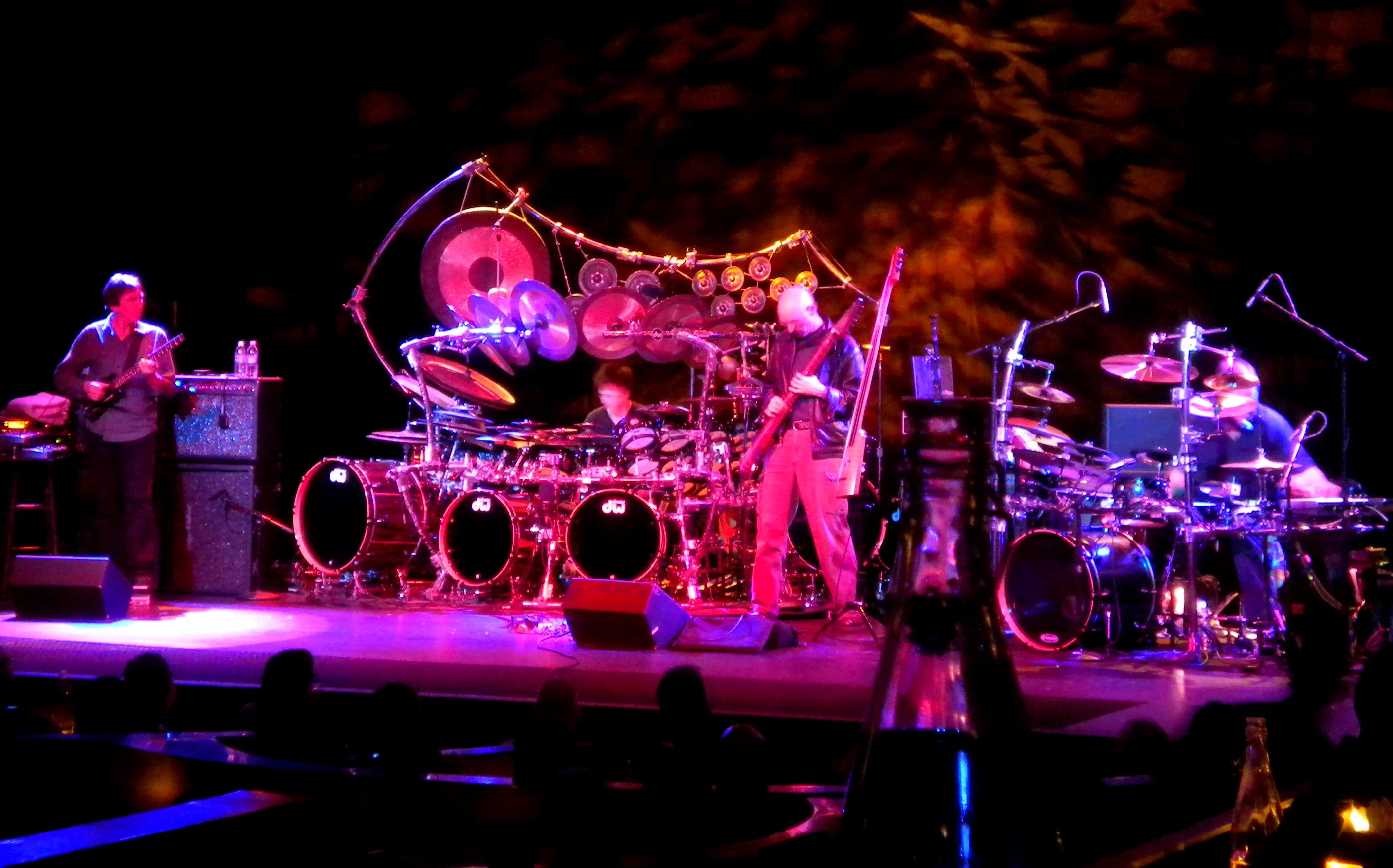
晩年のライブ (2010年1月 USA.シアトル公演)

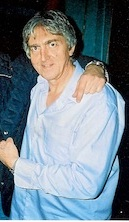
晩年のアラン

## 使用機材
また彼は、機材に対する探究心も旺盛で、初期の頃から市販品に彼独自のアイデアを盛り込んだ改造ギターを使用していた。現在主流である、ストラトタイプのボディに、平たい指板と太いフレット、ハムバッキング・ピックアップを搭載するなどの改造は、彼のアイデアが大元であると言われる。ホールズワースがストラトキャスターを改造することに着眼したのは、もともとのストラトのスケールの長さと弦間ピッチの広さに一種の限界を感じたからであると言われている。
ピックアップは、パッシブタイプの比較的出力の低いハムバッカーを用いるが、彼がセイモア・ダンカンに造らせたモデルは、ネジになったポールピースが両側に並ぶという独特の構造であり、彼によると、そうすることによって偏りの無い音が得られると考えているらしい。そのモデルの市販品は4芯だったが、彼が愛用しているのは単なるビニールカバーの銅線ではなくエナメル線を使用した2芯シールドと呼ばれるものである。現在は生産されていないが（カスタムショップ製は現在も市販）、かつては単体で販売されていた。このモデルは型式がsh-ah1であり、このモデルには59モデルがベースのものとJBモデルがベースのものの2種類が存在するといわれている。つまり出力的には異なるヴァリエーションも存在している。型式がSH-AH1になる以前は59bといわれるモデルを使用していたが、これもダブルアジャスタブルポールピース仕様のピックアップである。ダンカン以前の改造ストラトキャスターにはオリジナルのGibson PAFが搭載されていたらしいが、それをダンカンに交換した理由として、両方の違いが聞き分けられなかったからだとしている。アジャスタブルポールピースをダブルにするというのもホールズワース自身のアイデアであるらしい。ディック・ナイト製作による改造ストラキャスターを使用していた時期、数本のストラトの内、何本かはそれらのピックアップがディマジオ社のPAFモデルであった。ディマジオのピックアップには当初から出力の比較的高いモデルも存在していたが、ホールズワースはPAFモデルのような低い出力のモデルを当初から好んで使用していた。ピックアップのアジャスタブルポールピースをダブルにするというアイデアであるが、ディマジオのPAFなどはアレンタイプのスクリューではあるが当初からそれらがダブルに配置されそれぞれのポールピースがレンチで調整可能であったことから、それをマイナス螺子に応用したという事かもしれない。そういう意味ではまったくオリジナルなアイデアではないが、マイナス螺子のポールピースを二重にするというアイデアは間違いなくホールズワースの発案によるものだろう。
アンプも、現在までマーシャル、メサ・ブギー、ヒュースアンドケトナー等様々な真空管式アンプを使用しているが、使用時にトラブルのより少ないデジタルアンプなどのトランジスタタイプのアンプも多用している。これは、彼の行う音作りに通じた考えである。それというのも、アナログ機材しか存在しなかった時代から、意図的に低域をカットしたような、高域が金属的であるホーンライクな音作りが好みであることもあり、デジタル機材特有の低域不足も気にならないためということが考えられる。
また、機材の自作も行う。有名なのは、彼が「ハーネス」と呼んでいたラックで、アンプとスピーカーの間に挟んで使用していた。「ハーネス」は彼の説明によると、市販のパワーアッテネーターとは違い、アンプの音質を一切損なうこと無く、ボリュームを下げることができるとしていた。つまり、機材の自作とともに回路の設計も行っていたことになる。このことからも、どういう音が欲しいのかを、彼なりに論理的に思い描いているということはいえる。このハーネスを市販化したものが、ロックトロン社のジュースエクストラクターである。ジュースエクストラクターは、3バンドパラメトリックイコライザーを備えて、信号をラインレベルに変換し、音量の15%をカットする。ラック式のエフェクターを含めこれらのデバイスは、いずれも後年になってデジタルアンプの使用等機材の大幅なコンパクト化が図られた際に姿を消している。
「ハーネス」もそうだが、完全に平面な指板や、対称のポールピースを持ったピックアップ、ストラップピンをネックの延長上に取り付けるなど、周囲が理解できないようなこだわりも多くある。確かにスペックとしては試行錯誤のたまものであり、彼が一般化させたアイデアは、広範囲に及んでいる。
これまで主に使用していたギターにはビル・ディラップによるカスタムギターがある。これはスタインバーガーのパーツを流用したヘッドレスで、ボディおよびネックが木製（オリジナルのスタインバーガーは、ネックがグラファイトとカーボンを独自の配合で混合した合成樹脂である）。ボディをチャンバー構造とすることで、弦のなりを生音から増幅する。これはもともとGLシリーズなどのコンパクトすぎるスタインバーガーの特徴的なボディデザインからくる予期せぬ欠点（鳴りの小ささ）を改良している。またトレモロアームを最も短いものでは4〜5cm程度まで短くカットし、それに独自のシェイプを持たせるような改造も取り入れられた。ピックアップはセイモア・ダンカンのアラン・ホールズワースモデル。前述の通り全てのポールピースがマイナスドライヴァーで調整できるようになっているのが特徴で、これはアラン本人がピックアップ自体を調整して、それぞれの弦に対してバラつきの無いフラットな音質を得るために採用している。ピックアップはブリッジ側のみ。その理由として演奏中に音が変わることが、彼の観点からは好ましくないかららしい。
また、近年のインタビューでは磁力の低いピックアップを使う理由として、それが強い磁力のものでは弦の振動に悪い影響を与えるためと語っている。実際、ピックアップが一つだけのレイアウトやシングルコイルピックアップの不使用などはそうした理由からとも考えられる（一般的にシングルコイルピックアップは磁力が強い）。この他にも、ノーマルチューニングと完全五度チューニングのダブルネックギター、フルスケールのベースよりも長い超ロングスケールのバリトンギター、通常のギターより高い音が得られるピッコロギターなどをディラップにオーダーし、使用していた。またスタインバーガーGL-2Tのトップをサウンドホールを設けたスプルース材にする改造を施したギターもビル・ディラップの手によるものである。彼はかつて｢木製のギターを弾くことに飽きていた｣と語っていたが、『JAZZ LIFE』誌のインタビューではディラップ製のギターを含め「これも実験の一つに過ぎない」と語っていた。
スタインバーガーからは極わずかながら、アラン・ホールズワースモデルのGL2Tが発売されていた。ピックアップが前述したセイモア・ダンカン製アラン・ホールズワースモデルが2つ、フラットな指板、そして従来GLシリーズに採用されたアクティヴサーキットが廃された、極めてシンプルな仕様となっている。近年はほとんど使用する機会が無かったが、現在も時折使用しているようである。ビル・ディラップのギターもそうであるが、非常にコンパクトな事から、ソフトケースに収めると航空機の座席に手荷物扱いで持ち込む事ができる。そうした利便性もスタインバーガーを気に入っている理由の一つである。
その他のギターとして、カーヴィン製のギターを使用している。テレキャスターに似たボディ形状、(バスウッドにコアのトップを合わせたホロウボディ)と、カーヴィン製2ハムバッキングピックアップ、チューン・O・マチックブリッジとストップテールピースといった仕様になっている（ヴァリエーションとしてトレモロユニット付きも存在する）。カーヴィンとの契約関係は現在も継続しているが、ヘッドレスギターを求めているにもかかわらずそれを造ることがライセンスの問題でできないので、それが悩みの種と本人は語っていた。しかしライセンス関係の問題が解決した2011年より、ヘッドレス仕様のアラン・ホールズワースモデルがアーム付きとアーム無し（1ピックアップと2ピックアップのモデルが存在する）それぞれが登場した。2016年末頃から、ヘッドレスギター用のパーツを製造していたメーカーのパーツ供給の問題から、カーヴィンがHIPSHOT社に特注したヘッドレスギター用のブリッジに改められた。同時期にカーヴィンから弦楽器の製造部門が分社化され、キーゼルギターズへ移行した。現在もキーゼルからシグネイチャーモデルが販売されている。
カーヴィン製のギターのいくつかにはRolandのヘクサデヴァイディッドピックアップとその回路が組み込まれている。これはRolandのVG-8をコントロールする為のもので、VG-8自体はミュージシャンとしても尊敬しているジョン・マクラフリンから勧められた。VG-8システムは謂うまでもなくシンタックスの代替的なシンセサイザーとしての役割の為にホールズワースに見いだされたもので、カーヴィン製のギターをツアーで使用していた時期はソロでもかなりの頻度でVG-8を使用している。
この他にも、ヤマハの新製品開発やアーティストリレーションを担当しているYGD（YAMAHA Guitar Development※現在は名称が改められている）のスタッフ、ジョン・ガデッシィが製作したヘッドレスギターを使用している。ボディが一見金属で出来ているようなルックスのギターで（実際はバスウッドボディ）、1フレットにアルバム『ウォーデンクリフ・タワー』の「AH」ロゴのインレイが施されている他、ネックの側面にLEDが取り付けられているのが特徴である。彼曰く、「ジョンが工場の余暇時間に片手間で作っていたから、完成まで四年掛かった」とのこと。以前発売されていた「UD-Stomp」等のエフェクターやDGシリーズデジタルアンプの開発に参加するなど、彼はヤマハの製品をかなり高く評価している。特にDGシリーズのデジタルアンプはかなり気に入っていたようで、デジタルアンプが隆盛だった時期すべてのデジタルアンプを試したらしい。結果的にヤマハを使うようになったが、デジタルアンプ以前でトランジスタではあるがチューブ式のような音が出るとされたピアースというメーカーのアンプを一時期メインで使用していた。ヒュースアンドケトナー製のアンプではその使用の初期にZenteraというデジタルモデリングアンプをリズム用に使用していたが、その後真空管式のSwitchbladeモデルに変更している。一時期使用していたヤマハのデジタルアンプであるが、それはチューブの動作をこそシミュレートしているが他社のデジタルアンプのように既に存在しているアンプをシミュレートしたものではなく、その部分こそがホールズワースが評価していた点であった。
また、ラインドライヴァー／ディストーションの使用であるが、ホールズワースはそのクリーンブースト機能を使用しているだけで、ディストーション機能は一切使用していない。ブースターによりクリーンブーストすることで、比較的低い磁力のピックアップでも十分なサスティンが得られるようで、歪みの少ないリード音を出力している。以前は軽いディストーションを使用することもあったが、本人は「あくまでもサスティンを得る為に使っているだけで、必要悪のような物」とまで言い切っていた。
かつてはギターシンセサイザーを頻繁に使用していたことがある。アルバム『アタヴァクロン』のジャケットでも見られるシンタックス(SynthAxe)を使用していたが、音源モジュールを含めた楽器自体が非常に高価なことと、シンタックスを生産していたメーカーが倒産してしまい、メーカーからのサポート(パーツや修理等)が不可能となった事からライブでの使用を取り止めている（アルバム『フラット・タイア』はほぼ全編シンタックスによる録音である）。古いAtariのラップトップコンピュータを所有しているが、その理由はシンタックスに接続できる唯一のコンピュータがそれであるため（ソフトウェアはCubase）。一時期はギターを完全に捨て、シンタックスのみを演奏する事も考えていたが前述の通りシンタックスの供給が途切れたためギターに戻る事にしたらしい。シンタックスは基本的には音源を操作するギター型のコントローラである。そのためにシンセサイザーユニットが別途必要になるが、初期の音源ユニットとしてのシンセサイザーはオーバーハイムOB-8とマトリックス12、およびヤマハのTX-16であった。特にマトリックス12については、鍵盤部分で操作していない事を示すため鍵盤部分が取り除かれていた。これらのオーバーハイム社製の機材もシンタックスの供給元の倒産を機に売り払われた。ライブでヤマハのTX音源を鳴らす際には、スタイナー社(世界初のEWIであるスタイナー・ホーンを製造していたメーカー)のブレス・コントローラー「Masters Touch」のチューブを口にくわえて抑揚をコントロールしていた。元々サックス奏者を志していたアランにとっては打ってつけのデバイスだといえる。
かつてはグローバー・ジャクソンに特注したシャーベルや、アイバニーズのアラン・ホールズワースモデル等も使用していた。リアピックアップのみのストラトタイプであるが、フロントピックアップからリアピックアップ直前までが大きくくり抜かれた構造になっており、ピックガードでカバーをすることによって計量化と｢箱鳴り｣を得られる構造になっていたのが特徴である。またグローバー・ジャクソンとはボディ材の実験なども行っている。同じタイプのギターをそれぞれスプルース、ジェラトン、バスウッドと違う木材を用いてボディを製作し、電装系は全く同じ物を使用したところ、スプルースは全く使い物にならない酷い音質で、ジェラトンはまずまず、そしてバスウッドがアランの好みのフラットで自然な音質が得られたことから、以後の彼のギターは木製ボディに限ってはバスウッドが主体になっている。シャーベル製のストラトを使い出したのはIOUあたりの時期であったが、もともとストラトの改造オーダーはイギリスの製作者ディック・ナイトに依頼していた。結局そのときのストラトに盛り込むアイデアがもともとのストラトを改造するのでは不可能だったので、グローヴァー・ジャクソンに一から製作してもらうことにしたらしい。アイバニーズは来日時にスペアとして調達したギターの作りに感心したアランがアイバニーズにコンタクトを取って開発、市販されたが、後にスタインバーガーのギターと出会ったことから、わずか二年程度の使用、市販にとどまった。また彼が使用していたシャーベルとアイバニーズのギターには、市販モデルには採用されなかったアンプのライン切り替えスイッチが設けられていた。
弦は一貫してラ・ベラを使用している。メーカーが小規模ゆえ、ヘッドレスギターに対応したバリトンギター、ピッコロギター等の特殊な弦の彼からのオーダーにも柔軟に応え、供給している。弦のゲージは1弦が.008から6弦が.038もしくは.040というかなり細い弦を使用している。本人曰く「細い弦の方が歪ませてもクリアなトーンが得られる」「太い弦だとリズムギターにはいいかもしれないけど、歪ませると音が濁ってクランキーな感じになる気がするんだ」とのことである。
録音機材にコンピュータを使うのが好きではないらしく、レコーダーもスタンドアローンのデジタルハードディスクレコーダーにこだわっている。現在、フェイバードネーションズから発売予定の音源のレコーディングが進まないのも理由はその辺であるらしい（機材の未調達）。レコーディングのフォーマットはサンプルレートが96KHz。デジタルを使うと音質的にはデジタルボードのサミングの問題で、その点については気に入らないらしいが、それでもそれはアナログコンソールでの録音より好ましいと考えているようである。デジタルレコーディング自体は気に入っているものの現在の主流であるコンピュータベースのレコーディングには否定的である（2006年時点）。
俯瞰してみると、ギターの構造の変遷の中でも割合ほかのギターリストに見られないものがホロー構造の導入である。シャーベルのワンオフモデルなどからソリッドボディのギターにホロー構造となるルーティングを施し始めている。その後のアイバニーズ、スタインバーガー、ディラップ、カーヴィンでも同様の仕様が施された（例外あり）。ホールズワースが言うところでは、ギターにホロー構造を取り入れるとホロー独特の音響が得られると同時に音がある種減速して伝わる効果がありそこが気に入っているらしい。
テンペストでデビューした当時はギブソン・ES-335を愛用していたが、後に板バネ式のヴィブラートユニットが装備されたギブソン・SGに移行している。SGを使用するようになったころからアームを使ったヴィブラートを多用するようになったが、これについてはオリー・ハルソールからの影響であると語っている。またU.K.の「In The Dead Of Night」のビデオクリップでは、ピックアップを元々のミニハムバッカーからディマジオ製と思われるハムバッキングピックアップに交換されたギブソン・ファイヤーバードを使用しているが、その映像でもアームでヴィブラートを掛けている様子が確認できる。
現在、スタインバーガーから送られたZT-3（後にビル・ディラップの手によって指板の削正とフレットの打ち替え、フロントピックアップの撤去とピックガードでホロー加工した跡を塞ぐ改造が施された）に、古いスタインバーガーのGLモデルや新たにカントン（Canton Custom Instruments）というカスタムギターメーカーが制作したスタインバーガータイプのヘッドレスギターを使用している（カントンの制作したギターの形状はスタインバーガーとは異なっている）。カントンギターはボディにホロー構造を取り入れた木製の26フレットギターである。カーヴィンのヘッドレス仕様のアラン・ホールズワースモデル登場後はその使用頻度が高くなっている模様。
晩年にはストランドバーグのカスタムメイドギターも使用していた。ストランドバーグのギターに採用されているフレットが扇型に打たれたマルチスケールではなくストレートフレットではあるが、全フレットのポジションで正確な音程が得られるように波状になったフレットを使用した、スウェーデンのトゥルー・テンペラメント社が開発した「トゥルー・テンペラメント・フレットシステム」がインストールされている。特徴的なネック形状のみならず、セイモア・ダンカンのカスタムピックアップを装備し、ヘッドレスでしかもホロウボディで軽量なギターと、アランが求めるものが備わったギターとして起用に至っている。
ギター
- ギブソン・SG
- シャーベル
- アイバニーズ AH-10
- スタインバーガー
- ビル・ディラップ
- カーヴィン（キーゼル）
- ストランドバーグ
- ヤマハ

## エピソードその他
- アランが推奨していた機材はしばしば、（Hughes & Kettner以外の）ほとんどが生産中止になってしまった。アラン自身もこのことをジョークにしている。
- かなりの酒豪で、特にビールが好き。不遇時代にはビールの醸造所でアルバイトしていたことがある（離婚時、元妻に財産分与のかたに取られたスタジオはブリュワリー〈ビール醸造所〉スタジオという名前だった）。また来日時に休憩時間を利用してはホテルや会場の付近を一人で出歩き、日本側の関係者ですら知らないようなバーを見つけてはそこに入りびたるという事もあった。来日時にも六本木の店のカウンターに一人でぶらりと訪れていた。しかし酔いつぶれてしまうというような事も無かったという。
- ファースト・アルバム『ベルベット・ダークネス』のジャケットに映っている白いギブソン・SGは、ニュー・ライフ・タイム時代、当時のマネージャーが、アランに相談なしに売り払ってしまった。そのSG事件以来、ギター本体に思い入れするのをやめたという。
- 離婚時に、それまで所有していた自分のスタジオを、前妻への財産分与のかたに機材ごと取られてしまい、レコーディングにも事欠くようになった為、アルバム『フラット・タイア』のレコーディングはやむなく前妻からスタジオを借りてレコーディングしたという。その際、スタジオは貸すけれど家には入らないようにと言われ、仕方なくスタジオの床で寝泊りして作業をしたと語っている。そのために「FlatTire」＝「床の上でへとへと」という皮肉を込めたタイトルにしている。
- 生活費のために自身のギター等の機材を売却する事も多々あり、日本のギターショップで彼の使用していたギターが販売されていた事もある。自分の手元に自分のギターが1本もない時期があり、その頃のインタビューでは「5万円のギャラをくれるなら日本でもどこでも演奏に行く」と言っている。エドワード・ヴァン・ヘイレンが不遇をかこっていた彼に協力を申し出て、レコード契約に漕ぎ着けたのは、アランが機材を全て手放してしまったという話を聞いたからだと言われている。2008年に来日した際のビル・ディラップ製のギターやアンプ等ほとんどの機材をレンタルで賄った。ギターはディラップ本人所有の物を借り入れ、アンプは国内でレンタルして調達した（使用したギターもその一本のみで通した）。
- 本人の完璧主義に近い音へのこだわりから、ライブ音源が極端に少ない。ライブ・アルバム『All Night Wrong』を六本木PIT-INNで収録した際には、前日に本人が適切にセッティングしておいたマイクを、翌日位置はおろかマイク自体まで勝手に変えられてしまい、関係者曰く「今まで見たことが無いほど」激昂したという。その時には「本当に音楽界から引退してやろうかと思った」と語っている。その皮肉を込めてタイトルを"All Night Long(一晩中)"を引っ掛けた"All Night Wrong（夜通し間違っている）"としている。
- セッションやソロアルバムでの音源にかなり好き嫌いが出ているようで、アランのオフィシャルウェブサイトには「参加しなければよかったセッションリスト」が存在する。本人のアルバムで一番好きでは無いと語るアルバムはソロ・デビューとなった『ベルベット・ダークネス』で、「私の意向を全く無視して完全に違法に製作された」とインタビューで述べている。逆に気に入っているアルバムは『I.O.U.』と『シークレッツ』、『ザ・シックスティーン・メン・オブ・テイン』。「I.O.U」とは「I owe you」、つまり「借用証書」の意味。
- エフェクターを床に置くのが嫌いなため、基本的にヴォリュームペダル以外のエフェクトはアンプの上かラックの上に置き手で操作する。演奏中にエフェクターのパラメーターを調整して音色を変えることもしばしばある。
- ギターのみならず、時折、ヴァイオリンもプレイしている。テンペストやソロ・アルバム『ベルベット・ダークネス』でその腕を披露している他、ソフト・マシーンでのライブでヴァイオリンを弾いている映像も残っている。しかし、実際にヴァイオリンを弾くようになったのはギターが弾けるようになってからだと語っている。
- 彼のアルバムにはSEがジョークとして時折挟み込まれる事がある。アルバム『シークレッツ』ではビールを注ぐ音やトイレを流す音が入っている。また『ウォーデンクリフ・タワー』には、「I hate Jazz!（俺はジャズが嫌いだ）」と騒いでいる男の声が入っている。アランいわく「たまたまスタジオに居たジャズが嫌いな男の声を使った（笑）。勿論、僕等はジャズが大好きだけどね」との事。
- 趣味はパーツから集めて自作する自転車。ゴードン・ベックとの共演盤『ザ・シングス・ユー・シー』のジャケット写真で彼が手にしているのは自転車のカタログ。またソロ・アルバムのジャケットや、彼のロゴなどに自転車の歯車を元にした形状のものが頻繁に使われているのも、彼のその趣味に由来している。
- ライブの前にはほとんどといっていいほどリハーサルを行わない事でも知られている。機材の動作確認や音色、PAの調整を行ういわゆる「サウンドチェック」程度で、その他はメンバーと曲の構成や進行などについて確認を行う程度で、楽曲を丸々通して演奏することはほとんど無かった。時折お遊び程度でブルースのジャムセッションを行うこともあったらしい。また、ライブの前にお湯に手を浸して、指が動きやすくするように温めながらストレッチを行うといったことをよく行っていた。
- 身長190cmを超える長身で、ビール党であり喫煙者。盟友であるベーシストのジェフ・バーリンと並んで「Two titan」とファンの間からは呼ばれており、両者共に大きな手と柔軟に広げられる指を駆使して万人には演奏できない奇抜なコードや奏法をいくつも編み出している。

## ディスコグラフィ

### スタジオ・アルバム
- 『ベルベット・ダークネス』 - Velvet Darkness (1976年)[4]
- 『I.O.U.』 - I.O.U. (1982年)
- 『ロード・ゲームス』 - Road Games (1983年) - EP
- 『メタル・ファティーグ』 - Metal Fatigue (1985年)
- 『アタヴァクロン』 - Atavachron (1986年)
- 『サンド』 - Sand (1987年)
- 『シークレッツ』 - Secrets (1989年)
- 『ウォーデンクリフ・タワー』 - Wardenclyffe Tower (1992年)
- 『ハード・ハット・エリア』 - Hard Hat Area (1993年)
- 『ナン・トゥー・スーン』 - None Too Soon (1996年)
- 『ザ・シックスティーン・メン・オブ・テイン』 - Sixteen Men Of Tain (1999年)
- 『フラット・タイア』 - FLAT Tire: Music for a Non-Existent Movie (2001年)

### ライブ・アルバム
- 『ライヴ・イン・ジャパン1984』 - I.O.U. Live (1997年)
- 『All Night Wrong』 - All Night Wrong (2002年) ※六本木PIT INNでの演奏を収めたライブ・アルバム
- 『ゼン! ライヴ・イン・トーキョー1990』 - THEN! Live In Tokyo 1990 (2003年)

### コンピレーション・アルバム
- 『ベスト:アゲインスト・ザ・クロック』 - Against the Clock: The Best Of Allan Holdsworth (2005年)
- 『アイドロン - アラン・ホールズワース・コレクション』 - Eidolon: The Allan Holdsworth Collection (2017年)
- The Man Who Changed Guitar Forever! The Allan Holdsworth Album Collection (2017年)

### コラボレーション・アルバム
- 『カンヴァセーション・ピース』 - Conversation Piece – Part 1 & 2 (1980年) ※with ゴードン・ベック、ジェフ・クライン、ジョン・スティーヴンス
- 『ザ・シングス・ユー・シー』 - The Things You See (1980年) ※with ゴードン・ベック
- 『ウィズ・ア・ハート・イン・マイ・ソング』 - With a Heart in My Song (1988年) ※with ゴードン・ベック
- 『トゥルース・イン・シュレッディング』 - Truth in Shredding (1990年) ※with フランク・ギャンバレ / マーク・バーニー・プロジェクト
- 『ヘヴィ・マシナリー』 - Heavy Machinery (1996年) ※with ヤンス・ヨハンソン、アンダース・ヨハンソン
- 『ブルース・フォー・トニー』 - Blues for Tony (2009年) ※with アラン・パスクァ、チャド・ワッカーマン、ジミー・ハスリップ

### 参加アルバム
イギンボトム
- 『イギンボトムズ・レンチ』 - 'Igginbottom's Wrench (1969年)

ニュークリアス
- 『ベラドナ』 - Belladonna (1972年) ※イアン・カーのソロ名義

テンペスト
- 『テンペスト』 - Tempest (1973年)

ソフト・マシーン
- 『収束』 - Bundles (1975年) ※旧邦題『バンドルズ』
- 『ランド・オブ・コケイン』 - Land of Cockayne (1981年) ※ゲスト参加
- 『アブラカダブラ』 - Abracadabra (2003年) ※ソフト・ワークス名義
- 『BBC・ラディオ1971-74』 - BBC Radio 1971-1974 (2003年) ※ライブ
- 『流浪の世界-「収束」ライヴ 1975』 - Floating World Live (2006年) ※1975年1月収録のライブ。旧邦題『フローティング・ワールド・ライヴ』
- 『ライヴ・イン・スイス 1974』 - Switzerland 74 (2015年) ※1974年7月収録のライブ

ニュー・トニー・ウィリアムス・ライフタイム
- 『ニュー・トニー・ウィリアムス・ライフタイム』 - Believe It (1975年)
- 『ミリオン・ダラー・レッグス』 - Million Dollar Legs (1976年)

ゴング
- 『ガズーズ!』- Gazeuse! (1976年) ※US盤『Expresso』のタイトルでも知られる
- 『エクスプレソーII』 - Expresso II (1978年)
- 『タイム・イズ・ザ・キー』- Time is the Key (1979年) ※ピエール・ムーランズ・ゴング名義

ジョン・スティーヴンス
- 『タッチング・オン』 - Touching On (1977年)
- 『リタッチ』 - Re-Touch (1977年)

ジャン＝リュック・ポンティ
- 『秘なる海』 - Enigmatic Ocean (1977年)
- 『インディヴィディアル・チョイス』 - Individual Choice (1983年)
- The Atacama Experience (2007年)

ブルーフォード
- 『フィールズ・グッド・トゥ・ミー』 - Feels Good to Me (1977年]) ※ビル・ブルーフォード名義
- 『ワン・オヴ・ア・カインド』 - One of a Kind (1979年)
- 『マスター・ストロークス '78-'85』 - Master Strokes 1978-1985 (1985年) ※コンピレーション
- 『ロック・ゴーズ・トゥ・カレッジ』 - Rock Goes To College (2006年) ※ライブ。同名DVDもある
- 『シームズ・ライク・ア・ライフタイム・アゴー』 - Seems Like A Lifetime Ago (2017年) ※CD&DVDボックス

U.K.
- 『U.K. (憂国の四士)』 - U.K. (1978年)
- 『U.K.ライヴ・イン・ボストン』 - Concert Classics, Vol. 4 (1999年) ※1978年ライブ
- 『アルティメット・コレクターズ・エディション』 - Ultimate Collector's Edition (2016年) ※CD&Blu-rayボックス

ゴードン・ベック
- Sunbird (1979年)
- 『ザ・シングス・ユー・シー』 - The Things You See (1980年) ※連名アルバム

ジョン・セント・ジェイムス
- Fast Impressions (1986年) ※「Fast Impressions」「Rainy Taxi」に参加

クロークス
- 『チェンジ・オブ・アドレス』 - Change of Address (1986年) ※「Long Way From Home」に参加

スタンリー・クラーク
- 『イフ・ディス・ベース・クッド・オンリー・トーク』 - If This Bass Could Only Talk (1988年) ※「Stories to Tell」に参加

スチュアート・ハム
- Radio Free Albemuth (1988年)

ジャック・ブルース
- 『クエスチョン・オブ・タイム』 - A Question of Time (1989年) ※「Obsession」「Only Playing Games」に参加

アレックス・マッシ
- 『アタック・オブ・ネオン・シャーク』 - Attack of the Neon Shark (1989年) ※「Cold Sun」に参加

チャド・ワッカーマン
- 『40の言い訳』 - Forty Reasons (1991年) ※旧邦題『フォーティ・リーズンズ』
- 『ザ・ヴュー』 - The View (1993年)
- 『ドリームス、ナイトメアーズ&インプロヴィゼイションズ』 - Dreams Nightmares and Improvisations (2012年)

レベル42
- 『ギャランティード』 - Guaranteed (1991年)

アンドレア・マルセリ
- Oneness (1993年)

ゴングジラ
- 『サファー』 - Suffer (1995年)

ゴーリキー・パーク
- Stare (1996年) ※「Don't Make Me Stay」

スティーヴ・ハント
- From Your Heart and Your Soul (1997年)

スティーヴ・タヴァローニ
- Blue Tav (1997年)

デレク・シェリニアン
- 『ミソロジー』 - Mythology (2004年)

K²
- Book of the Dead (2005年)

コラード・ルスティチ
- Deconstruction of a Postmodern Musician (2006年) ※「Tantrum to Blind」

プラネット・エックス
- 『クアンタム』 - Quantum (2007年)